# William Piercy
William Piercy, né le 7 février 1886 et mort le 7 juillet 1966, est un économiste, fonctionnaire, homme d'affaires et financier britannique. Il est président de l'Industrial & Commercial Finance Corporation de 1945 à 1964.

## Jeunesse
Piercy est le fils unique d'Edward Piercy, de Hoxton, Middlesex, et de sa deuxième épouse Mary Ann Margaret Heaford. Son père est tué dans un accident du travail en 1893. Piercy fait ses études localement, mais quitte l'école à l'âge de douze ans pour rejoindre Pharaon Gane, courtier en bois, en tant que garçon de bureau. Il étudie la nuit et en 1910, âgé de 24 ans, il devient étudiant de premier cycle à temps plein à la London School of Economics. Il est diplômé d'un B.Sc. en 1914 et est pendant un temps chargé de cours d'histoire et d'administration publique à l'école.

## Carrière
Pendant la Première Guerre mondiale, Piercy travaille pour l'Inland Revenue, est membre de la Allied Provisions Export Commission et directeur du ministère de l'Alimentation. Pour ses services, il est nommé CBE en 1919. Après la guerre, il devient directeur général commercial de Harrisons & Crosfield et co-directeur général de Pharaoh Gane, et au début des années 1930, il est l'un des organisateurs des premières unités de trusts. Entre 1934 et 1942, il est membre de la Bourse de Londres. Pendant la Seconde Guerre mondiale, il est chef de la British Petroleum Mission à Washington DC, secrétaire adjoint principal au ministère de l'approvisionnement et au ministère de la production aéronautique et assistant personnel du vice-premier ministre Clement Attlee. Le 14 novembre 1945, il est élevé à la pairie sous le titre de baron Piercy, de Burford dans le comté d'Oxford.
De 1945 à 1964, Piercy est président de la Industrial & Commercial Finance Corporation, créée pour fournir des moyens aux petites entreprises du Royaume-Uni. Il est également administrateur de la Banque d'Angleterre de 1946 à 1956 et président du Wellcome Trust de 1960 à 1965. Il est président de la Royal Statistical Society de 1954 à 1955 . Il est gouverneur de l'expérience de Peckham en 1949 .

## Famille
Il épouse Mary Louisa, fille de Thomas Henry William Pelham, en 1915. Ils ont un fils et trois filles. Après la mort de sa première femme en 1953, il se remarie avec Veronica, fille de Mme Ann Warham, en 1964. Il meurt en juillet 1966, à l'âge de 80 ans, et est remplacé dans la baronnie par son fils unique Nicholas.